# Hôpital Saint-Joseph de Tence
Pour les articles homonymes, voir hôpital Saint-Joseph.
L'hôpital Saint-Joseph est un ancien hôpital situé en France sur la commune de Tence, dans la région Auvergne-Rhône-Alpes.

## Localisation
L'ancien hôpital est situé dans le département français de la Haute-Loire, sur la commune de Tence, dans l'ancienne région administrative d'Auvergne.

## Historique
La congrégation de l'hospice des religieuses de Saint-Joseph a été établie en 1650. La configuration de la pharmacie adjacente semble remonter à la première moitié du XIXe siècle. Cette structure est une modeste résidence urbaine construite en granit à l'aspect irrégulier.

## Protection
La pharmacie avec son décor intérieur de boiserie est inscrite au titre des monuments historiques par arrêté du 21 juin 1999.